# CA Plaza Colonia
Club Plaza Colonia is een Uruguayaanse voetbalclub uit Colonia. Op dit moment speelt de club in de Segunda División. De grootste rivalen van de club zijn Peñarol Colonia en Club Deportivo Colonia, al bestaat deze laatste club niet meer.

## Bekende spelers
- Daniel Vidal
- Gilmar Villagran
- Mario Barilko
- Diego Lugano
- Mariano Bogliacino
- Sergio Leal
- Mauricio Victorino

Boston River · 
Cerro ·  
Cerro Largo ·  
Danubio · 
Defensor Sporting ·
Deportivo Maldonado ·
Fénix ·
La Luz · 
Liverpool · 
Montevideo City Torque ·
Montevideo Wanderers ·
Nacional · 
Peñarol · 
Plaza Colonia · 
River Plate